# 酒农酒
酒农酒，指庄园主在其所拥有的土地上自种，自培葡萄并以此为原料自酿而成的葡萄酒。

## 特点
酒农酒具有独特的当地传统酒文化特性，其无论葡萄品种的选择，葡萄园管理，葡萄酒酿制，葡萄酒陈酿，甚至包括装瓶都有着当地传统的酒农特色。
仅就宏观生产过程而言，分别具有以下特点：

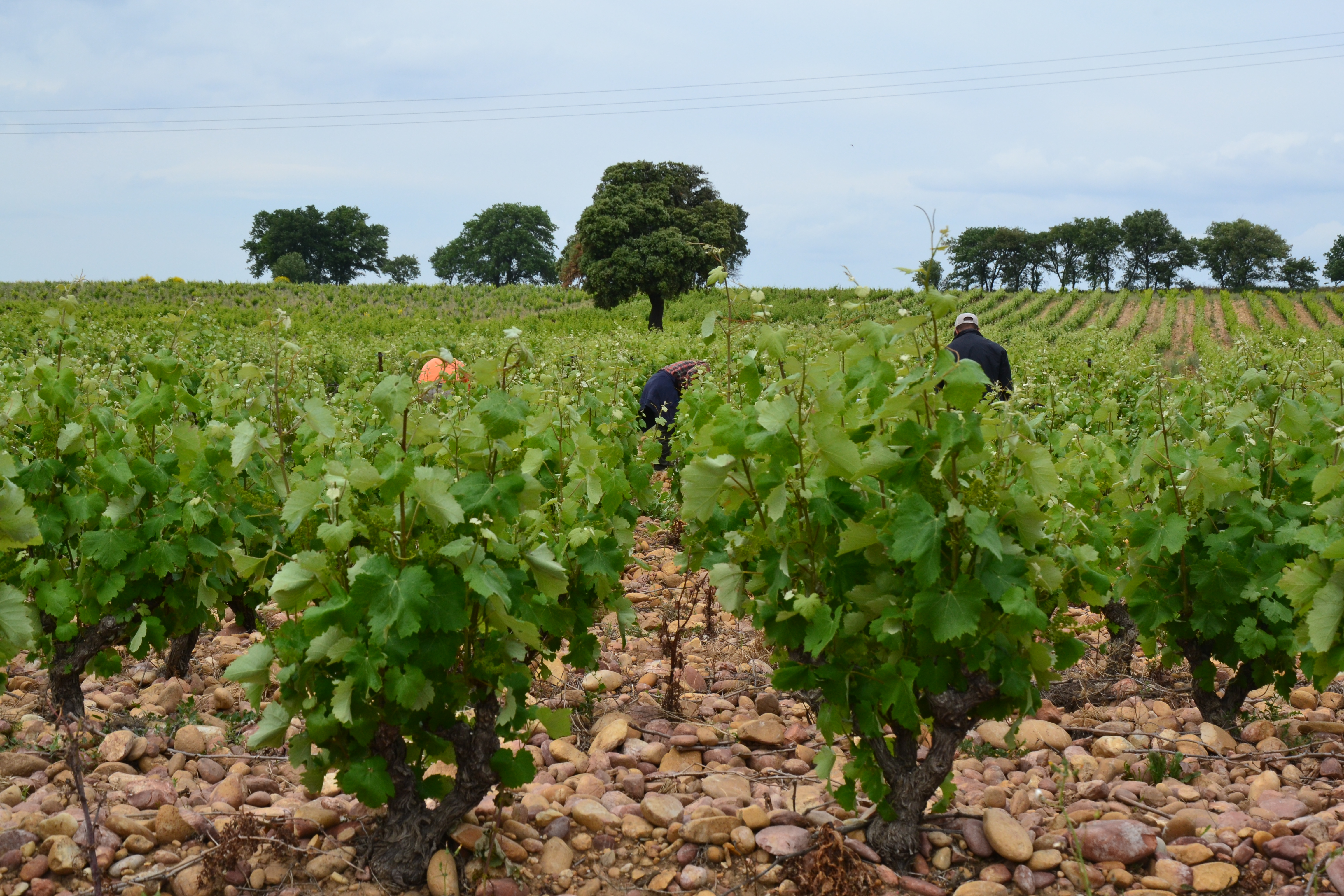
酒农在葡萄园里劳作1

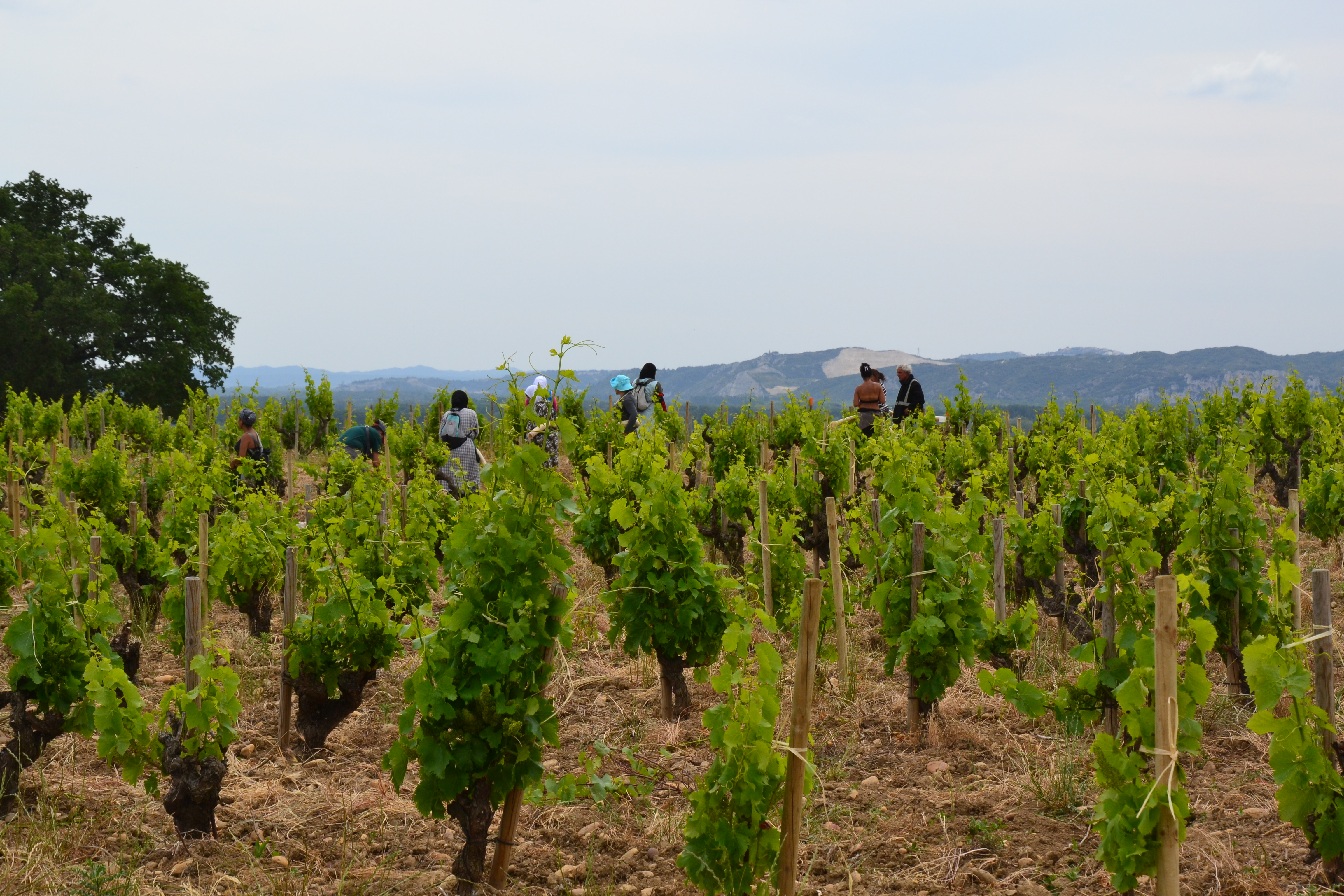
酒农在葡萄园里劳作2

1. 种植：酒农葡萄在自有田种植，葡萄藤伴随家族的历史，树龄长，每株得到精心照料和及时替换，所产果粒风味浓郁。
2. 采摘：酒农沿袭手工采摘方式，精挑葡萄酿酒以延续家族声誉。
3. 压榨：酒农酒在压榨过程中更注意葡萄梗等杂质的剔除和对压榨速度的把握。
4. 浸皮和发酵：酒农酒酿造的核心过程往往集中了数代人对一片土地葡萄的理解和经验更能体现本地风土独特的魅力。
5. 橡木桶：法国优质橡木桶可为酒体增加更丰富浓郁的香气及有益的单宁，法国橡木桶的造价更是同制式美国橡木桶的两倍。
6. 瓶熟：葡萄酒贮藏对湿度，温度，避光，减震等条件有苛刻要求。优质老酒更有每年手转120°的手摇瓶熟化工序。

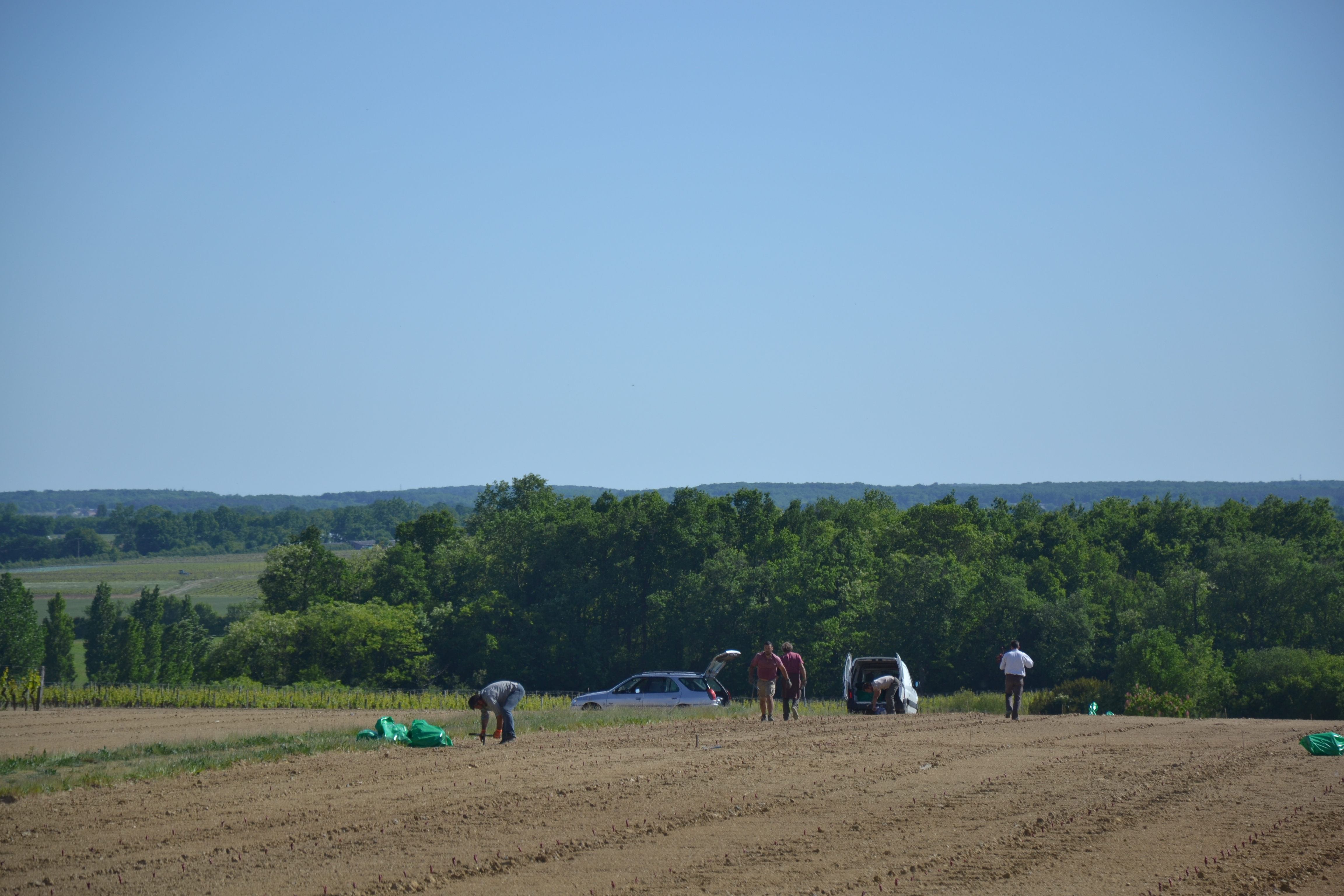
酒农在葡萄园里劳作3

## 性质
酒农酒是区别于酒商酒和酒庄酒的一个概念。酒农酒区别于酒商酒在于酒农筛选自有的优质葡萄，精心酿制而成，产量一般不大，有着酒农独特的酿酒技艺传承及当地葡萄园独特的风土表现。是地地道道的当地葡萄酒文化及精神的呈现。
酒商可以从酒庄手里买基酒——自己的酒庄也好，毫不相关的别家酒庄也好——按你自己喜欢的风格来“组装”。只是你不能够使用自家某个酒庄里现成的“生产线”来处理这些买来的“初加工件”。除非借用某酒庄内部一块场地，单独安七酿造设备，单独培养，单独装瓶和存放。
这些被你“自由组装”出来的酒，不可再叫“酒庄酒”，而成了“酒商酒”。酒商做得大了就像“工厂”。单独建起大型酒厂，从南到北广收“大罐基酒”甚至购买葡萄园，打造“品牌系列酒”这样混调出来的酒，消弱了“风土”的典型特征，但质量高低不能一概而论。
酒农酒区别于酒庄酒在于酒农朴实本真的传承，酿酒工艺更加传统，价格平易近人，且品质不相上下。另外一点酒农酒所受的葡萄酒法律限制相对酒庄酒较少，允许个别独特区域的酒农进行更多葡萄品种的尝试，从而酿制出一些独特的酒农酒。

## 应用
作为分辨、选择具有传统风土特点的旧世界葡萄酒的参考。